# Boeing Boeing
Boeing Boeing is een toneelstuk van Marc Camoletti voor het eerst uitgevoerd op 10 december 1960 in Frankrijk. 
In Nederland was het stuk op tv te zien in 1978 met in de hoofdrollen Manfred de Graaf en Rijk de Gooyer. 
Het stuk kwam in Nederland terug in het theaterseizoen 2008-2009, met rollen voor Jon van Eerd, Lone van Roosendaal en Dominique van Vliet. Aanvankelijk zou ook Chantal Janzen een rol spelen, maar nadat Disney had besloten haar aan haar contract te houden om de rol van Jane in de musical Tarzan te blijven spelen, werd Lone van Roosendaal voor die rol geselecteerd. De aanzienlijke bewerking was in handen van Jon van Eerd. Hij kreeg hiervoor speciaal toestemming van de zoon van de auteur. De productie werd genomineerd voor de Toneel Publieksprijs en ontving de Prijs van Theater de Blauwe Kei in Veghel.
Het stuk werd geregisseerd door Caroline Frerichs, en geproduceerd door Joop van den Ende Musicalproducties.
In het theaterseizoen 2016-2017 wordt het stuk opnieuw op de planken gebracht door Theater van de Klucht in een regie van Paul van Ewijk. Van Ewijk kreeg ook nu toestemming van de familie van de auteur om een bewerking te maken. Rollen in deze productie zijn er o.a. voor Arijan van Bavel, Bas Muijs, Mariska van Kolck en Wieneke Remmers. 

## Inhoud
Opmerking: De namen die in het seizoen 2016-2017 worden gebruikt, staan in deze verhaalomschrijving.
Het toneelstuk speelt zich af in de jaren zestig. De flamboyante Bernard is verloofd met drie verschillende stewardessen: Gloria, Gretchen en Gabriella. Met gebruikmaking van een schema van hun vluchten zorgt hij ervoor dat de vrouwen elkaar nooit tegenkomen. Maar dan gooit de ontwikkeling van de nieuwe, snellere Boeing 747 het schema in de war en komen de stewardessen gelijktijdig thuis. Onverwacht komt ook een oude bekende van Bernard op bezoek, Robbert van de Kastelen, uit Budel. Hij helpt Bernard bij het afleiden van de vrouwen zodat ze niet achter zijn geheim komen. Uiteindelijk besluit Gloria om Bernard te verlaten voor een andere man en geeft Gretchen toe dat ze eigenlijk verliefd is op zijn vriend Robbert.

## Rollen

### 1978
- Manfred de Graaf - Paul
- Rijk de Gooijer - Freek
- Doris Van Caneghem - Bertje
- Gepke Witteveen (als Gaby Witteveen) - Stewardess Chantal
- Anna Korterink - Stewardess Ninotchka
- Guikje Roethof - Stewardess Mary Lou

### 2008
- Wilbert Gieske - Bernard
- Jon van Eerd - Harrie Vermeulen
- Irene Kuiper - Huishoudster Bertha
- Lone van Roosendaal - Stewardess Heidi
- Camilla Siegertsz - Stewardess Gina
- Dominique van Vliet - Stewardess Janet

De productie van 2008 werd genomineerd voor de Toneel Publieksprijs.

### 2017
- Bas Muijs - Bernard
- Arijan van Bavel - vriend van Bernard
- Mariska van Kolck -  huishoudster
- Sabine Beens - Stewardess
- Wieneke Remmers - Stewardess
- Femke van Assouw - Stewardess